# Alžběta (matka Jana Křtitele)
Svatá Alžběta (hebrejsky אֱלִישֶׁבַע / אֱלִישָׁבַע, standardní hebrejština Elišévaʿ / Elišávaʿ, tiberská hebrejština ʾĔlîšéḇaʿ / ʾĔlîšāḇaʿ; arabsky: إشاع,  Iša') byla podle Nového zákona a Koránu matkou sv. Jana Křtitele a manželkou kněze sv. Zachariáše.

## Příbuzenský vztah k Marii
V Lukášově evangeliu je popisována jako příbuzná Marie. Použité řecké slovo συγγενίς může odkazovat k různým příbuzenským vztahům. Podle anglické Catholic Encyclopedia je jejich vztah popsán svatým Hippolytem (asi 170 – 236), který je považuje za sestřenice. Matku Alžběty a matku Marie považuje za sestry. Matka Marie je známa i z apokryfních textů.
Některé překlady tohoto verše uvádějí jejich příbuzenství obecně, jiné je označují rovnou za sestřenice.

## Alžběta v Bibli
Podle Lukášova evangelia Alžběta pocházela z kněžského rodu Áronovců. Její manžel Zachariáš byl jedním z kněží pověřených chrámovou službou. Oba byli „upřímně zbožní lidé“, ale byli již starší a bezdětní, protože Alžběta byla neplodná. Poté při vykonávání obřadu Zachariáše navštívil anděl Gabriel a oznámil mu, že jeho žena Alžběta porodí syna, který „bude velikým před Pánem“.
Těhotnou Alžbětu navštěvuje poté její příbuzná Maria, která měla v lůně Ježíše:
| „                      | Když Alžběta uslyšela Mariin pozdrav, pohnulo se dítě v jejím těle; byla naplněna Duchem svatým a zvolala velikým hlasem: ‚Požehnaná jsi nade všechny ženy a požehnaný plod tvého těla ...‘ | “ |
| — Lk 1, 41 (Kral, ČEP) | |   |

Na jiném místě než v Lukášově evangeliu není již Alžběta v Novém zákoně jmenována. Zmiňují se o ní ještě některé apokryfy, zejména Protoevangelium Jakubovo, které líčí narození jejího syna a následnou vraždu jejího manžela.

## Svatost
Alžběta je uctívána jako svatá v římskokatolické církvi a ve starokatolické církvi (5. listopadu), v pravoslaví a anglikánských církvích pak 5. září ve stejný den jako její manžel Zachariáš.